# Estação Bonsucesso (Teleférico do Alemão)
A Estação Bonsucesso é uma das estações do Teleférico do Alemão, situada na cidade do Rio de Janeiro, seguida da Estação Adeus. Administrada pelo Consórcio Rio Teleféricos, é uma das estações terminais do sistema.
Foi inaugurada em 7 de julho de 2011, entretanto encontra-se fechada desde o dia 14 de outubro de 2016. Localiza-se no cruzamento da Rua Uranos com a Avenida Itaóca, em frente à Praça das Nações. Atende o bairro de Bonsucesso, situado na Zona Norte da cidade.